# Льва Толстого (Курська область)
Льва Толстого (рос. Льва Толстого) — селище в Щигровському районі Курської області Російської Федерації.
Населення становить 353 особи. Входить до складу муніципального утворення Охочевська сільрада.

## Історія
Населений пункт розташований на території українського етнічного та культурного краю Східна Слобожанщина.
Від 2004 року входить до складу муніципального утворення Охочевська сільрада.

## Населення
| 2002 | 2010 |
| ---- | ---- |
| 415  | ↘353 |